# Южен петнист скункс
Южен петнист скункс (Spilogale angustifrons) е вид бозайник от семейство Скунксови (Mephitidae).

## Разпространение и местообитание
Разпространен е в Белиз, Гватемала, Коста Рика, Мексико, Никарагуа, Салвадор и Хондурас.